# Topoli dol
Topoli dol (bulgariska: Тополи дол) är ett distrikt i Bulgarien.   Det ligger i kommunen Obsjtina Pazardzjik och regionen Pazardzjik, i den centrala delen av landet, 100 km öster om huvudstaden Sofia.
Trakten runt Topoli dol består till största delen av jordbruksmark. Runt Topoli dol är det ganska tätbefolkat, med 192 invånare per kvadratkilometer.